# ProMES
Le ProMES (Productivity Measurement and Enhancement System) est un système de mesure de productivité et de perfectionnement des systèmes et processus.
Cette méthode permet d'améliorer la productivité, l'efficacité et la performance globale de processus, et/ou celle des personnes impliquées dans ces processus.
Dans les grandes lignes, il s'agit de définir des indicateurs de performances, d'effectuer des mesures et ensuite, par boucles de rétroaction, amener le personnel à opérer les modifications nécessaires pour améliorer l'ensemble.
Le caractère participatif de cette méthode apporte une satisfaction et une motivation supplémentaire aux employés, ce qui augmente encore l'efficacité de l'ensemble.
Ce projet est mené par le Professeur Robert D. Pritchard, de l'Université de Floride.